# Aksjomat Martina
Aksjomat Martina – zdanie postulujące pewną własność zbiorów uporządkowanych.
Zdanie to jest używane w teorii mnogości i pokrewnych dziedzinach matematyki. Jest niezależne od standardowych aksjomatów ZFC, tzn. nie można go udowodnić na gruncie tych aksjomatów ani nie można go obalić. Ponieważ ma wiele ciekawych konsekwencji, jest traktowane przez matematyków jako dodatkowy aksjomat, który może być zakładany, jeśli tego wymaga dowód. W tym sensie pozycja aksjomatu Martina może być porównana do pozycji zajmowanej przez hipotezę continuum (CH).

## Historia i znaczenie
Około roku 1965 amerykańscy matematycy Robert M. Solovay i Stanley Tennenbaum rozwinęli metodę forsingu, wprowadzając forsing iterowany, aby udowodnić niezależność hipotezy Suslina. W procesie badania ich wyników, Donald A. Martin (również amerykański matematyk) zaproponował aksjomat, który w dużym stopniu odzwierciedlał sedno modelu teorii mnogości skonstruowanego przez Solovaya i Tennenbauma. Aksjomat zaproponowany przez Martina i pewne jego zastosowania były przedstawione w 1970 r., a dowód niesprzeczności tego aksjomatu i sama metoda forsingu iterowanego były opublikowane w 1971.
Aksjomat Martina uogólnia hipotezę continuum i w wielu przypadkach pozwala na powtórzenie argumentów stosowanych przy użyciu CH. Najważniejsze zastosowania aksjomatu Martina są związane z jednoczesnym odrzuceniem hipotezy continuum (tzn. założeniem {\displaystyle \neg \mathrm {CH} }) i wtedy jego siła polega na stwierdzeniu, że pomimo tego, iż {\displaystyle 2^{\aleph _{0}}>\aleph _{1},} to uniwersum teorii mnogości wygląda trochę tak, jakby CH była prawdziwa – to znaczy, nieskończone zbiory o mocy mniejszej niż continuum zachowują się podobnie jak zbiory przeliczalne.
Należy podkreślić, że główne źródło popularności aksjomatu Martina tkwi w możliwości wyeliminowania dość skomplikowanych dowodów niesprzeczności pewnych stwierdzeń przy użyciu forsingu. Ma więc on znaczenie dydaktyczne jako wprowadzenie do metody forsingu oraz praktyczne jako narzędzie dla matematyków nie zaznajomionych z metodą forsingu.

## Definicje
Przed sformułowaniem aksjomatu przypomnijmy następujące definicje.
Niech {\displaystyle (\mathbb {P} ,\leqslant )} będzie porządkiem częściowym.
- Zbiór {\displaystyle A\subseteq \mathbb {P} } jest antyłańcuchem w {\displaystyle \mathbb {P} } wtedy i tylko wtedy, gdy każde dwa różne elementy {\displaystyle p,q\in A} są sprzeczne, tzn.

{\displaystyle {\big (}\forall p,q\in A{\big )}{\big (}p\neq q\ \Rightarrow \ \neg (\exists r\in \mathbb {P} )(r\leqslant p\ \wedge r\leqslant q){\big )}.}
- {\displaystyle \mathbb {P} } spełnia warunek przeliczalnych antyłańcuchów zwany ccc[a], jeśli każdy antyłańcuch w {\displaystyle \mathbb {P} } jest przeliczalny.
- Zbiór {\displaystyle D\subseteq \mathbb {P} } jest gęsty w {\displaystyle \mathbb {P} } wtedy i tylko wtedy, gdy {\displaystyle {\big (}\forall p\in \mathbb {P} {\big )}{\big (}\exists q\in D{\big )}{\big (}q\leqslant p{\big )}.}
- Niepusty zbiór {\displaystyle G\subseteq \mathbb {P} } jest filtrem w {\displaystyle \mathbb {P} } wtedy i tylko wtedy, gdy

(i) jeśli {\displaystyle p,q\in \mathbb {P} ,} {\displaystyle q\leqslant p} oraz {\displaystyle q\in G,} to również {\displaystyle p\in G,}
(ii) jeśli {\displaystyle p,q\in G,} to można znaleźć {\displaystyle r\in G} taki, że {\displaystyle r\leqslant p} oraz {\displaystyle r\leqslant q.}

## Aksjomat
Aksjomat Martina to następujące zdanie:
jeśli
- {\displaystyle \mathbb {P} } jest porządkiem częściowym spełniającym warunek przeliczalnych antyłańcuchów (ccc) i
- {\displaystyle {\mathcal {I}}} jest rodziną gęstych podzbiorów {\displaystyle \mathbb {P} } oraz
- {\displaystyle |{\mathcal {I}}|<2^{\aleph _{0}}} (gdzie {\displaystyle |{\mathcal {I}}|} oznacza moc zbioru {\displaystyle {\mathcal {I}}}),

to istnieje filtr {\displaystyle G\subseteq \mathbb {P} } który ma niepusty przekrój z każdym zbiorem z {\displaystyle {\mathcal {I}}} (tzn. {\displaystyle (\forall D\in {\mathcal {I}})(D\cap G\neq \emptyset )}).
Aksjomat Martina jest tradycyjnie oznaczany przez MA. Należy zauważyć, że CH implikuje MA w formie sformułowanej powyżej (patrz sekcja 5 o aksjomatach forsingowych) i wtedy nie ma wielkiego pożytku z zakładania tego aksjomatu. Dlatego też matematycy często mówiąc aksjomat Martina, myślą MA+¬CH.

## Konsekwencje
Załóżmy MA oraz ¬CH. Wówczas następujące stwierdzenia są prawdziwe:
- Wszystkie współczynniki kardynalne w diagramie Cichonia są równe {\displaystyle 2^{\aleph _{0}}.} W szczególności suma mniej niż continuum wielu podzbiorów prostej, które są miary zero, jest zbiorem miary zero oraz suma mniej niż continuum wielu podzbiorów prostej, które są pierwszej kategorii, jest pierwszej kategorii.
- Lemat Bootha: Jeśli {\displaystyle {\mathcal {A}}} jest rodziną nieskończonych podzbiorów zbioru liczb naturalnych {\displaystyle \mathbb {N} } z własnością skończonych przekrojów, {\displaystyle |{\mathcal {A}}|<2^{\aleph _{0}}} oraz {\displaystyle {\mathcal {A}}} zawiera wszystkie zbiory o dopełnieniu skończonym, to rodzina {\displaystyle {\mathcal {A}}} ma nieskończony pseudo-przekrój, tzn. istnieje zbiór nieskończony {\displaystyle B\subseteq \mathbb {N} } taki, że dla każdego zbioru {\displaystyle A\in {\mathcal {A}}} różnica {\displaystyle B\setminus A} jest zbiorem skończonym.
- Jeśli {\displaystyle p\in \beta \mathbb {N} \setminus \mathbb {N} ,} to każda baza otoczeń punktu {\displaystyle p} w {\displaystyle \beta \mathbb {N} } jest mocy continuum. (Przypomnijmy, że {\displaystyle \beta \mathbb {N} } jest uzwarceniem Čecha-Stone’a przestrzeni {\displaystyle \mathbb {N} .})
- Dla każdej nieskończonej liczby kardynalnej {\displaystyle \kappa <2^{\aleph _{0}},} {\displaystyle 2^{\kappa }=2^{\aleph _{0}}.} Stąd można wywnioskować, że {\displaystyle 2^{\aleph _{0}}} jest regularną liczbą kardynalną.
- Każdy porządek częściowy spełniający ccc ma własność Knastera oraz każda przestrzeń topologiczna, która jest ccc spełnia warunek Knastera.

Przypomnijmy, że przestrzeń topologiczna {\displaystyle X} jest ccc, jeśli każda rodzina rozłącznych niepustych otwartych podzbiorów {\displaystyle X} jest przeliczalna.
- Produkt dowolnej rodziny przestrzeni topologicznych spełniających ccc spełnia ccc.
- Jeśli {\displaystyle (X,\tau )} jest zwartą ccc przestrzenią T2 oraz {\displaystyle {\mathcal {U}}\subseteq \tau } jest rodziną jej otwartych gęstych podzbiorów i {\displaystyle |{\mathcal {U}}|<2^{\aleph _{0}},} to część wspólna {\displaystyle \bigcap {\mathcal {U}}} tej rodziny jest niepusta.
- Istnieją grupy Whiteheada mocy {\displaystyle \aleph _{1},} które nie są wolne[5].

### Porównanie: MA a CH
Hipoteza continuum jest równoważna ze zdaniem:
CH: Jedyną nieskończoną liczbą kardynalną mniejszą niż continuum jest liczba {\displaystyle \aleph _{0}.}
Aksjomat Martina jest słabszą wersją tego zdania; powyższe konsekwencje aksjomatu Martina demonstrują, że MA ma formę
MA: Każda nieskończona liczba kardynalna mniejsza niż continuum jest podobna (w pewnym sensie) do liczby {\displaystyle \aleph _{0}.}

## Ogólny schemat aksjomatów forsingowych
Aksjomat Martina był pierwszym aksjomatem forsingowym sformułowanym w teorii mnogości. Gdy jego popularność poza teorią mnogości (np. w topologii czy też w teorii miary) stała się oczywista, specjaliści w teorii forsingu starali się zaproponować społeczności matematycznej szerszą rodzinę aksjomatów opartych na schemacie przedstawionym poniżej.
- Dla porządku częściowego {\displaystyle \mathbb {P} } i liczby kardynalnej {\displaystyle \kappa } niech {\displaystyle \mathrm {MA} _{\kappa }(\mathbb {P} )} oznacza następujące zdanie:

jeśli {\displaystyle {\mathcal {I}}} jest rodziną gęstych podzbiorów {\displaystyle \mathbb {P} } oraz {\displaystyle |{\mathcal {I}}|\leqslant \kappa ,}
to istnieje filtr {\displaystyle G\subseteq \mathbb {P} } który ma niepusty przekrój z każdym zbiorem z {\displaystyle {\mathcal {I}}} (tzn.  {\displaystyle (\forall D\in {\mathcal {I}})(D\cap G\neq \emptyset )}).
- Dla klasy {\displaystyle {\mathcal {P}}} porządków częściowych i liczby kardynalnej {\displaystyle \kappa ,} {\displaystyle \mathrm {MA} _{\kappa }({\mathcal {P}})} jest zdaniem {\displaystyle {\big (}\forall \mathbb {P} \in {\mathcal {P}}{\big )}{\big (}\mathrm {MA} _{\kappa }(\mathbb {P} ){\big )}.}

Należy zauważyć, że na mocy klasycznego lematu polskich matematyków Heleny Rasiowej i Romana Sikorskiego, {\displaystyle \mathrm {MA} _{\aleph _{0}}(\mathbb {P} )} jest prawdziwe (w ZFC). Nietrudno jest też wykazać, że jeśli {\displaystyle \mathbb {P} } jest porządkiem bezatomowym i separatywnym, to {\displaystyle \mathrm {MA} _{2^{|\mathbb {P} |}}(\mathbb {P} )} jest zdaniem fałszywym (w ZFC).
Jeśli CCC oznacza klasę wszystkich porządków częściowych spełniających ccc, to wprowadzony wcześniej aksjomat Martina oznacza {\displaystyle (\forall \kappa <2^{\aleph _{0}})(\mathrm {MA} _{\kappa }(\mathrm {CCC} )).} Aksjomat {\displaystyle \mathrm {MA} _{\aleph _{1}}(\mathrm {CCC} )} był uogólniony przez Saharona Szelacha do PFA, aksjomatu, który również jest wspomnianej powyżej postaci i także jest niezależny od aksjomatów ZFC. Wśród aksjomatów forsingowych PFA jest drugim co do popularności w matematyce (po MA).
W literaturze matematycznej istnieją pewne rozbieżności, jeśli chodzi o terminologię związaną z aksjomatami forsingowymi. Niektórzy autorzy rezerwują nazwę aksjomat Martina i symbol {\displaystyle \mathrm {MA} _{\kappa }} dla {\displaystyle \mathrm {MA} _{\kappa }(\mathrm {CCC} ),} a dla pozostałych przypadków używają oznaczenia {\displaystyle \mathrm {FA} _{\kappa }.} Istnieją również pewne niekonsekwencje w formułowaniu definicji i roli liczby {\displaystyle \kappa .} Czasami {\displaystyle \mathrm {MA} _{\kappa }} jest rozumiany jako {\displaystyle \mathrm {MA} _{<\kappa },} tzn. postulat istnienia filtru przecinającego zadane {\displaystyle <\kappa } zbiorów gęstych.